# Televizija u Hrvatskoj

## Povijest
Probni program započinje 15. svibnja 1956. kada se obilježavala 30. godišnjica Radio Zagreba reemitiranjem programa talijanske stanice RAI 1. Prvi živi prijenos  7. rujna 1956. bio je otvorenje Zagrebačkog velesajma. Eksperimentalni program započinje s emitiranjem od 29. studenoga 1956. Prvi TV odašiljač bio je postavljen na hotelu Tomislavov dom na Sljemenu.
Više o povijesti televizije u Hrvatskoj pročitajte na: Počeci emitiranja televizije
Dana 1. srpnja 2020. hrvatske televizije prelaze na nove frekvencije. TV signala kada 30. lipnja u ponoć sljedeće godine sadašnji sustav bude iskopčan, kao i da tijekom prijelaznog razdoblja nema poteškoća u prijamu signala. Prelazak na DVB-T2, kao efikasniju tehnologiju, kao rezultat će imati oslobađanje radiofrekvencijskog spektra 694-790 MHz za mreže mobilnih komunikacija. Uvođenje novog sustava DVB-T2/HEVC u zemaljsku digitalnu televiziju omogućuje TV nakladnicima odašiljanje programa u HD kvaliteti.

## Zemaljski kanali s nacionalnom pokrivenošću

### Javni kanali
Hrvatska radiotelevizija je javna televizija u Hrvatskoj s četiri televizijska programa u zemaljskoj mreži, ali s dva prekida emitiranja Trećeg programa u razdoblju od 1991. – 1994. i od 28. ožujka 2004. do 15. rujna 2012..
- HTV 1
- HTV 2
- HTV 3
- HTV 4

### Privatni komercijalni opći i specijalizirani kanali
Nova TV d.d. prvi je privatni TV konzorcij u Hrvatskoj s nacionalnom pokrivenošću. Emitira program općeg sadržaja Nova TV od svibnja 2000. godine. U siječnju 2011. pokrenut drugi sestrinski kanal serijskog sadržaja pod imenom Doma TV. Bila je pod vlasništvom CME grupe, ali ju 2018. preuzima United grupa.
- Nova TV
- Doma TV

RTL Hrvatska d.o.o. drugi je privatni TV konzorcij u Hrvatskoj. Emitira tri kanala, RTL program općeg sadržaja od 30. travnja 2004., RTL 2 program zabavnog karaktera od 2. siječnja 2011., te dječji program RTL Kockica.
- RTL
- RTL 2
- RTL Kockica

Autor d.o.o. odnosno Croatia Records vlasnik je prvog specijaliziranog kanala u Hrvatskoj za glazbu. Isprva je emitirao samo preko satelita i to od lipnja 2005. a digitalizacijom zemaljske mreže u listopadu 2010. dobiva nacionalnu koncesiju za emitiranje.
- Croatian Music Channel

HOO TV d.o.o. odnosno Hrvatski olimpijski odbor je vlasnik prve sportske televizije u Hrvatskoj. Emitira od 4. travnja 2011.
- Sportska televizija

Laudato TV d.o.o.
- Laudato TV, emitira od 25. prosinca 2015. u objedinjenoj podregiji d044-d045-d046, a preko kabelske televizija pokriva područje cijele Hrvatske.

## Zemaljski kanali s regionalnom pokrivenošću
- Plava Vinkovačka – iz Vinkovaca, emitira za digitalnu regiju D1
- STV – iz Osijeka, emitira za digitalnu regiju D1
- Osječka televizija – iz Osijeka, emitira za digitalnu regiju D1
- SBTV – iz Slavonskog Broda, emitira za digitalnu regiju D2
- Plava TV – iz Vinkovaca, emitira za digitalnu regiju D2
- Varaždinska televizija – iz Varaždina, emitira za digitalnu regiju D3
- Otvorena televizija – iz Zagreba, emitira za digitalnu regiju D4
- Mreža TV – iz Zagreba, emitira za digitalnu regiju D4
- Z1 Televizija – iz Zagreba, emitira za digitalnu regiju D4[7]
- Kanal Ri – iz Rijeke, emitira za digitalnu regiju D5
- TV Nova – iz Pule, emitira za digitalnu regiju D5
- Diadora TV – iz Zadra, emitira za digitalnu regiju D7
- TV Jadran – iz Splita, emitira za digitalnu regiju D8
- Televizija Dalmacija – iz Splita, emitira za digitalnu regiju D8
- Libertas televizija – iz Dubrovnika, emitira za digitalnu regiju D9[8]

## Zemaljski kanali s lokalnom pokrivenošću
- LTV - iz Zagreba, emitira za objedinjenu digitalnu podregiju d44-d45-d46
- Televizija Zapad - iz Zaprešića, emitira za područje grada Zaprešića, te općina Bistre, Luke, Jakovlja, Dubravice, Pušće, Marija Gorice i Brdovca.[8]

## Naplatna televizija (paytv)
U hrvatskoj emitira nekoliko satelitskih, kabelskih i IPTV operatera koji emitiraju cijelu paletu svih žanrova televizijskoga programa koji se može pratiti plaćanjem usluge dotičnom operateru. Najpoznatiji operateri su Hrvatski Telekom, A1 Hrvatska i Telemach Hrvatska koji nude zemaljsku, satelitsku, OTT (over-the top) ili IPTV uslugu preko svojih komercijalnih brandova MAXtv, EVOtv, Iskon TV, A1 TV i EON TV.
Dolje u popisu su hrvatski kanali koji se mogu gledati isključivo preko naplatne televizije
- DokuTV
- KinoTV
- CineStar TV 1
- CineStar TV 2
- CineStar TV Premiere 1
- CineStar TV Premiere 2
- CineStar TV Action and Thriller
- CineStar TV Fantasy
- CineStar TV Comedy and Family
- Klasik TV
- M1 Family
- M1 Film
- M1 Gold
- MG - Movie Generation
- Pickbox TV
- GP1 TV
- MAXSport 1
- MAXSport 2
- RTL Living
- RTL Passion
- RTL Crime
- RTL Adria
- Mini TV
- Jugoton TV
- Klape i tambure
- DMC TV
- Hit TV
- Televizija Student
- Poljoprivredna TV
- Extra TV
- Samobor TV
- Televizija Zelina
- bravo! TV
- Zdrava televizija
- Nova Cinema (na Nova plus)
- Nova Family (na Nova plus)
- Prva Školska Televizija - iz Varaždina
- RTV Banovina
- ICTbusiness TV
- Aurora TV
- Shift TV

### Internetski kanali
- dubrovnik TV.net
- RTV Srce Zagorja
- Zadar TV

## Inozemni kanali
- Cro TV
- CNRTV - Sydney
- HRT Internacional
- Nova World
- RTL Croatia World

## Lokalizirani kanali
- Arena Sport 1-10
- SK Fight (prije Fight Channel)

## Ugašeni kanali
| Televizijski kanal   | Sjedište      | Program         | Prijenos    | Pokrenut | Završetak | Bilješke                                                                                            |
| -------------------- | ------------- | --------------- | ----------- | -------- | --------- | --------------------------------------------------------------------------------------------------- |
| Trend TV             | Karlovac      | Lokalni         | Digitalni   | 2005.    | 2025.     | Ugašen zbog financijskih problema                                                                   |
| Dubrovačka TV        | Dubrovnik     | Lokalni         | Digitalni   | 2005.    | 2024.     | Ugašena zbog financijskih problema                                                                  |
| TV Šibenik           | Šibenik       | Lokalni         | Digitalni   | 2006.    | 2024.     | Ugašen zbog financijskih i zdravstvenih problema                                                    |
| HNTV                 | Zagreb        | Sportski        | Kabelski    | 2016.    | 2022.     | Izgubio je licencu za AEM                                                                           |
| FullTV               | Zagreb        | Putni           | Kabelski    | 2011.    | 2022.     | |
| Narodna TV           | Zagreb        | Muzički         | Kabelski    | 2009.    | 2022.     | |
| Kreator TV           | Jastrebarsko  | Motociklištični | Kabelski    | 2013.    | 2022.     | postao GP1 TV                                                                                       |
| PlanetSport 5        | Zagreb        | Sportski        | Kabelski    | 2018.    | 2021.     | |
| PlanetSport 4        | Zagreb        | Sportski        | Kabelski    | 2018.    | 2021.     | |
| PlanetSport 3        | Zagreb        | Sportski        | Kabelski    | 2018.    | 2021.     | |
| PlanetSport 2        | Zagreb        | Sportski        | Kabelski    | 2018.    | 2021.     | |
| PlanetSport 1        | Zagreb        | Sportski        | Kabelski    | 2018.    | 2021.     | |
| Gorica TV            | Velika Gorica | Lokalni         | Internetski | 2010.    | 2020.     | |
| Jabuka TV            | Zagreb        | Regionalni      | Digitalni   | 2010.    | 2020.     | postao OTV                                                                                          |
| TV Istra             | Pazin         | Regionalni      | Digitalni   | 2010.    | 2020.     | Izgubio je licencu za AEM                                                                           |
| Srce TV              | Čakovec       | Regionalni      | Digitalni   | 2011.    | 2020.     | Ugašen zbog stečaja tvrtke                                                                          |
| Adriatic TV          | Zadar         | Regionalni      | Digitalni   | 2018.    | 2020.     | Ugašen zbog stečaja tvrtke                                                                          |
| Velebit TV           | Gospić        | Regionalni      | Digitalni   | 2018.    | 2020.     | Ugašen zbog stečaja tvrtke                                                                          |
| Mreža TV - Split     | Split         | Regionalni      | Digitalni   | 2012.    | 2020.     | postao Televizija Dalmacija                                                                         |
| K5                   | Split         | Regionalni      | Kabelski    | 2004.    | 2018.     | |
| RITV                 | Rijeka        | Lokalni         | Analogni    | 1998.    | 2017.     | Izgubio je licencu za AEM                                                                           |
| VOX TV               | Zadar         | Regionalni      | Analogni    | 2007.    | 2016.     | Izgubio je licencu za AEM                                                                           |
| 24sata TV            | Zagreb        | Informativni    | Kabelski    | 2009.    | 2015.     | |
| RTL Plus             | Zagreb        | Zabavni         | Kabelski    | 2008.    | 2015.     | Ugašen zbog podijeljena na 3 kanala: RTL Living, RTL Crime & RTL Passion                            |
| GTV Zadar            | Zadar         | Lokalni         | Analogni    | 2000.    | 2014.     | Izgubio je licencu za AEM                                                                           |
| Kreator F1           | Jastrebarsko  | Motociklištični | Kabelski    | 2011.    | 2013.     | postao Kreator TV                                                                                   |
| TV Plus              | Jastrebarsko  | Lokalni         | Analogni    | 2003.    | 2013.     | Izgubio je licencu za AEM                                                                           |
| Kapital Network      | Zagreb        | Financijski     | Analogni    | 2006.    | 2013.     | Izgubio je licencu za AEM pa je ugašen kasnije zbog gospodarske krize i velikog troškova emitiranja |
| Playomania           | Zagreb        | računalne igre  | Kabelski    | 2010.    | 2013.     | |
| Čakovečka televizija | Čakovec       | Lokalni         | Analogni    | 2002.    | 2011.     | postao Srce TV                                                                                      |
| NIT                  | Pazin         | Regionalni      | Analogni    | 1995.    | 2010.     | postao TV Istra                                                                                     |
| ATV Split            | Split         | Regionalni      | Analogni    | 1993.    | 2003.     | Ugašen zbog financijskih poteškoća                                                                  |
| TV Mreža             | Zagreb        | Nacionalni      | Analogni    | 1996.    | 1998.     | Ugašen zbog financijskih poteškoća                                                                  |
| TV Marjan            | Split         | Regionalni      | Analogni    | 1984.    | 1998.     | Ugašen zbog stečaja                                                                                 |
| TV Adria             | Rijeka        | Lokalni         | Analogni    | 1992.    | 1992.     | Ugašen zbog materijalnih razloga i oskudice novinara                                                |

## Napomene o mjerenju
Mjerenje gledanosti u Republici Hrvatskoj obavlja kompanija Nielsen. Svi podaci o gledanosti TV programa dobiveni su elektronskim mjerenjem gledanosti na panelu televizijskih gledatelja koji je nacionalno reprezentativan. Ova mjerenja svakodnevno se obavljaju uz pomoć 1150 posebnih mjerača gledanosti (peoplemeter) koji su ugrađeni u ukupno 810 kućanstava širom Hrvatske. Svako kućanstvo pažljivo je izabrano kako bi predstavljalo sva kućanstva sličnih karakteristika u cijeloj državi. Podaci o gledanosti TV programa su priznati od strane javnih i komercijalnih televizija i marketinških agencija u Republici Hrvatskoj.
Podaci o gledanosti izraženi su kroz:
- AMR (%) – Average Minute Rating – označava prosječan broj (ili postotak %) pojedinaca određene ciljne skupine koji su gledali određeni kanal, emisiju ili određeni vremenski interval.
- SHR – Share – označava prosječan udio u gledanosti pojedinog kanala, emisije, ili vremenskog intervala od određene ciljne skupine koja u određenom trenutku gleda televiziju.
- ATV – Average Time Viewed – prosječan broj minuta konzumacije TV sadržaja po pojedincu iz odabrane ciljne skupine (u prosjek ulaze i oni pojedinci iz ciljne skupine koji nisu gledali televiziju).
- CSHR (%) – Consensus share – označava prosječan udio u gledanosti pojedinog kanala, emisije ili vremenskog intervala od određene ciljne skupine koja u određenom trenutku gleda jedan od referenciranih kanala u sustavu mjerenja.[27]

## Vanjske poveznice
- Vijeće za elektroničke medija